# Samuel Bodman

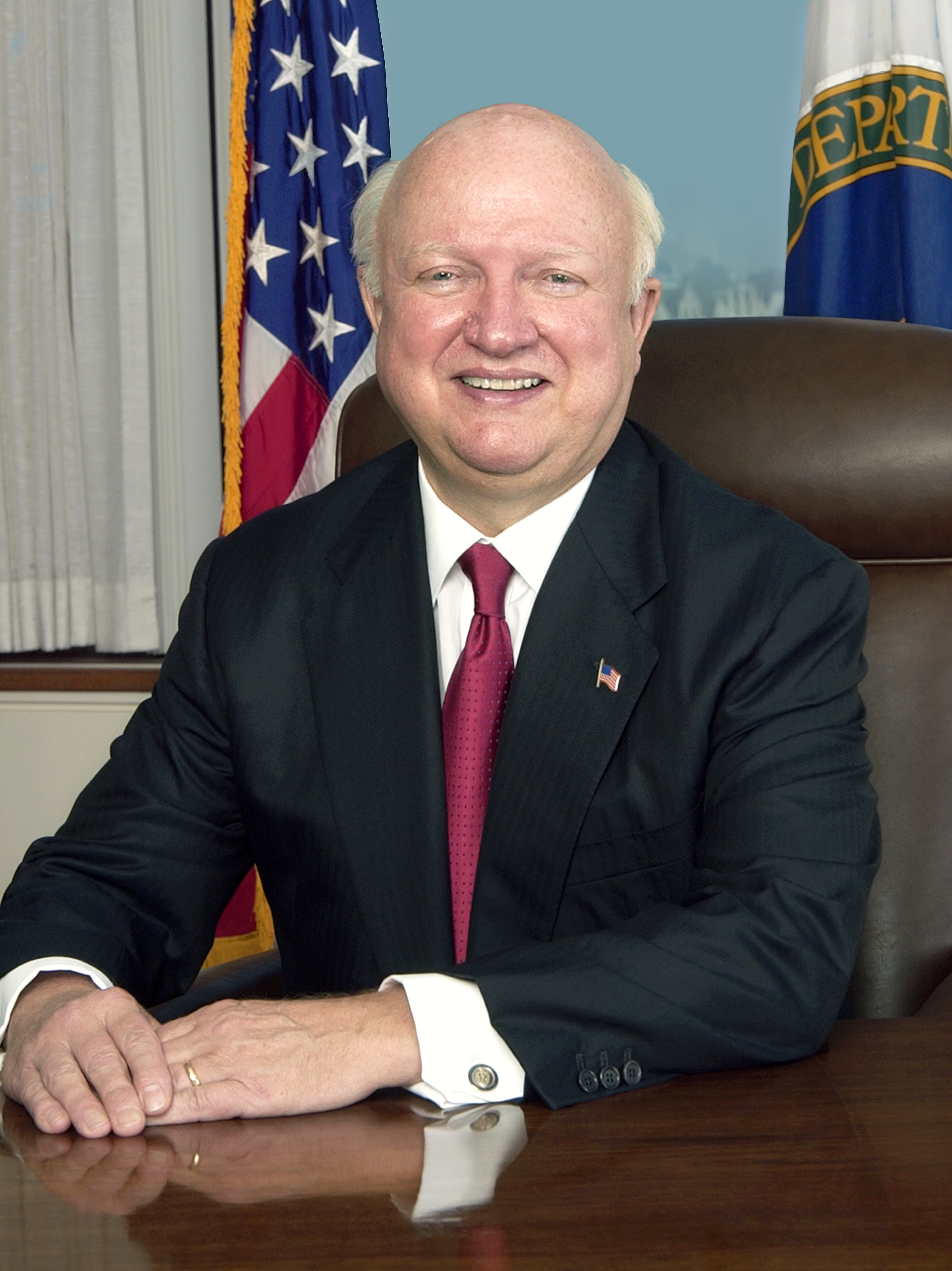
Samuel Bodman

Samuel Wright Bodman III (* 26. November 1938 in Chicago, Illinois; † 7. September 2018 in El Paso, Texas) war ein US-amerikanischer Politiker, welcher der Regierung von Präsident George W. Bush als Energieminister angehörte. Er war Mitglied der Republikanischen Partei.

## Ausbildung und beruflicher Werdegang
Seine ersten Lebensjahre verbrachte der in Chicago geborene Bodman in Tallmadge, Ohio. 1961 beendete er ein Studium an der Cornell University. 1965 promovierte er am Massachusetts Institute of Technology. Danach betätigte er sich in der Wirtschaft als Vorstandsmitglied und Präsident zahlreicher Unternehmen. Unter anderem war er von 1983 bis 1987 COO von Fidelity Investments sowie von 1988 bis 2001 CEO der Cabot Corporation. 1988 wurde er in die American Academy of Arts and Sciences gewählt.

## Regierungstätigkeiten
Seit 2001 war Bodman als Nachfolger von Robert L. Mallett stellvertretender Handelsminister in der Regierung von George W. Bush; später wurde er stellvertretender Finanzminister (Deputy Secretary of the Treasury). Am 10. Dezember 2004 wurde er als Nachfolger von Spencer Abraham zum Energieminister (Secretary of Energy) ernannt. Dieses Amt übte er bis zum Ende der Präsidentschaft von George W. Bush im Januar 2009 aus. Danach wurde er Mitglied im Board of Directors von DuPont.